# بلبل‌آباد (قلعه‌گنج)
بلبل‌آباد، روستایی در دهستان دولاب بخش مرکزی شهرستان قلعه‌گنج در استان کرمان ایران است.

## جمعیت
بر پایه سرشماری عمومی نفوس و مسکن در سال ۱۳۹۵، جمعیت این روستا برابر با ۳۹۱ نفر (۱۲۰ خانوار) بوده‌است.